# Lorup
Lorup är en kommun och ort i Landkreis Emsland i förbundslandet Niedersachsen i Tyskland.
Kommunen ingår i kommunalförbundet Samtgemeinde Werlte tillsammans med ytterligare fyra kommuner.